# Johann Maximilian von Humbracht
Johann Maximilian von Humbracht (* 12. Januar 1654 in Frankfurt am Main; † 4. Oktober 1714 ebenda) war ein Frankfurter Politiker und Genealoge.

## Herkunft
Johann Maximilian entstammte dem einflussreichen Geschlecht Humbracht der Reichsstadt Frankfurt am Main, das bereits im 14. Jahrhundert in der Stadt ansässig war. 1427 fand es durch Einheirat Aufnahme in das Patriziat der Stadt und wurde in die zur Stadtregierung berechtigten Familien der Adligen Ganerbschaft des Hauses Alten Limpurg aufgenommen. Johann Maximilian von Humbracht wurde am 12. Januar 1654 in Frankfurt geboren und dort auch am 15. Januar desselben Jahres getauft. Seine Eltern waren der Ratsherr und spätere Ältere Bürgermeister und Stadtschultheiß Adolf Ernst von Humbracht (1625–1693) und die Letzte und Erbin der Frankfurter Patrizierfamilie Stralenberger – sie erbte u. a. die durch Goethe bekannte Gerbermühle – Anna Margarethe Stralenberger (1628–1691). Johann Maximilian war der zweite Sohn Adolf Ernsts. Sein älterer Bruder war Johann Hieronymus von Humbracht (1652–1713), Frankfurter Ratsherr und Jüngerer Bürgermeister.

## Leben
Johann Maximilian von Humbracht studierte an den Universitäten Tübingen und Straßburg Rechtswissenschaften. 1675 unternahm er eine Reise nach Süddeutschland, Italien und Ungarn. Da er sich auf Grund des Reichtums seiner Familie nicht um einen Beruf zum Broterwerb kümmern musste, befasste er sich neben der in seinen Kreisen üblichen politischen Karriere als Ratsherr seiner Vaterstadt mit genealogischen Studien und förderte vor allem die Herausgabe fremder genealogischer Untersuchungen. So gab er 1707 in Frankfurt Georg Helwigs Kompendium über die Rheinische Reichsritterschaft Die Höchste Zierde Teutschlands und Vortrefflichkeit des Teutschen Adels, vorgestellt in der Reichs-Freyen Rheinischen Ritterschaft heraus.
Johann Maximilian von Humbracht starb am 4. Oktober 1714 in Frankfurt am Main und wurde dort am 7. Oktober 1714 bestattet. Er war seit dem 16. November 1692 mit Anna Sybilla von Günderode (1664–1706) verheiratet. Das Paar hatte vier Kinder, einen Sohn und drei Töchter. Sein Sohn diente am Hof in Glücksburg und Leiningen-Heidesheim und verstarb 1748.